# Nezboryma nacija
Nezboryma nacija – ukraiński miesięcznik o tematyce historycznej, ukazujący się od 30 grudnia 1993 roku.
Czasopismo wydaje Klub Historyczny „Chołodnyj Jar”, redaktorem naczelnym od początku jest Roman Kowal.